# Rio das Cunhãs
Rio das Cunhãs är ett vattendrag i Brasilien.   Det ligger i delstaten Tocantins, i den centrala delen av landet, 900 km norr om huvudstaden Brasília.
Omgivningarna runt Rio das Cunhãs är huvudsakligen savann. Runt Rio das Cunhãs är det mycket glesbefolkat, med 4 invånare per kvadratkilometer.